# هينريش هوفتمان

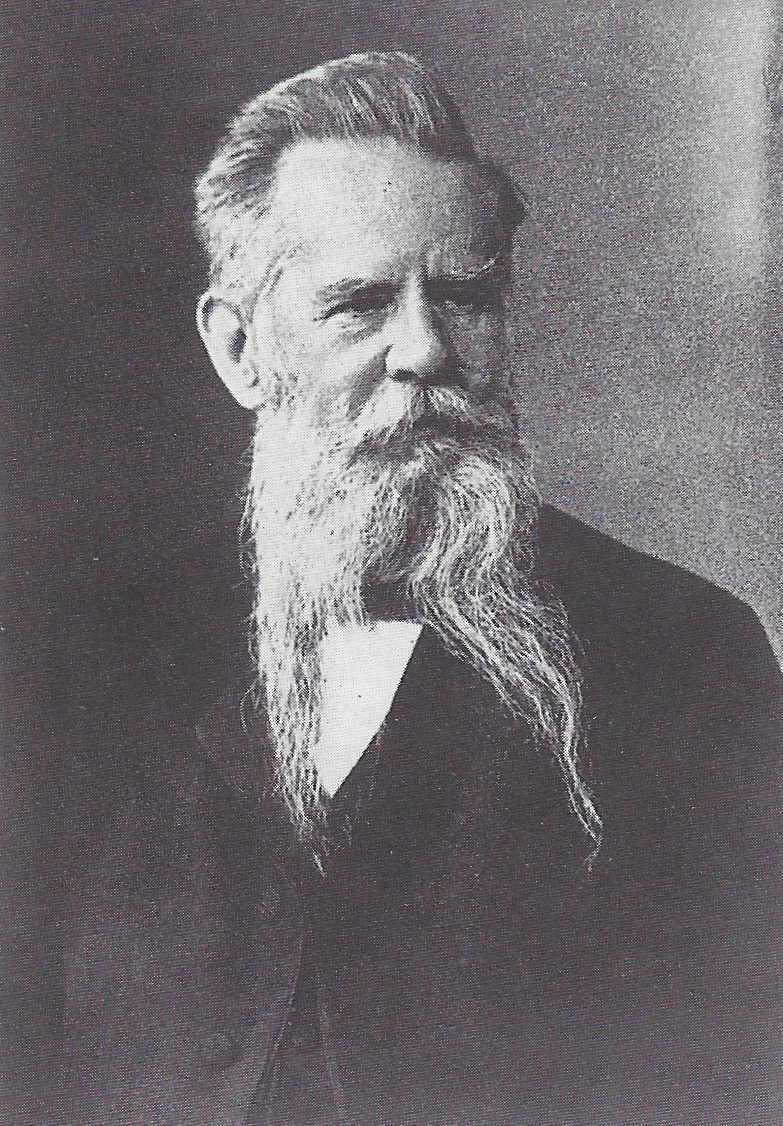
هاينريش هوفتمان (حوالي 1910)

كان هاينريش هوفتمان (2 أبريل 1851 في ميميل – 17 سبتمبر 1917 في كونيغسبرغ ) طبيبًا ألمانيًا ؛ يعتبر رائدٌا في جراحة العظام الألمانية الحديثة.
درس الطب لفصل واحد في جامعة لايبزغ، ثم خدم كمتطوع في الحرب الفرنسية البروسية. في عام 1871، استأنف دراسته في جامعة كونيغسبرغ، وحصل على الدكتوراه في عام 1876 مع أطروحة «حول العقد والتهاب الأوتار الفطري المزمن». بعد التخرج، عمل لعدة أشهر على يد الجراح ثيودور بيلروت في فيينا، ثم عاد إلى كونيغسبرغ كمساعد لكارل شونبورن في المستشفى الجامعي.
في عام 1880، افتتح عيادة طبية خاصة به في مدينة كونيغسبرغ، وبعد عامين تولي مسؤولية عيادت خاصة شملت علي ورشة لتقويم العظام ومركز للألعاب الرياضية ومستشفى حديثة لتقويم العظام ضمت 120 سريرًا. كطبيب، تخصص هوفتمان في الجراحة الترقيعية السفلية.
في عام 1901، كان عضوًا مؤسسًا في جمعية جراحة العظام الألمانية (الجمعية الألمانية للعظام)، وفي عام 1910 أصبح أستاذًا لجراحة العظام بجامعة كونيغسبرغ. خلال الحرب العالمية الأولى، عمل في المجلس الاستشاري لتقويم العظام التابع لفيلق الجيش الأول . 